# 헤더 랭킨

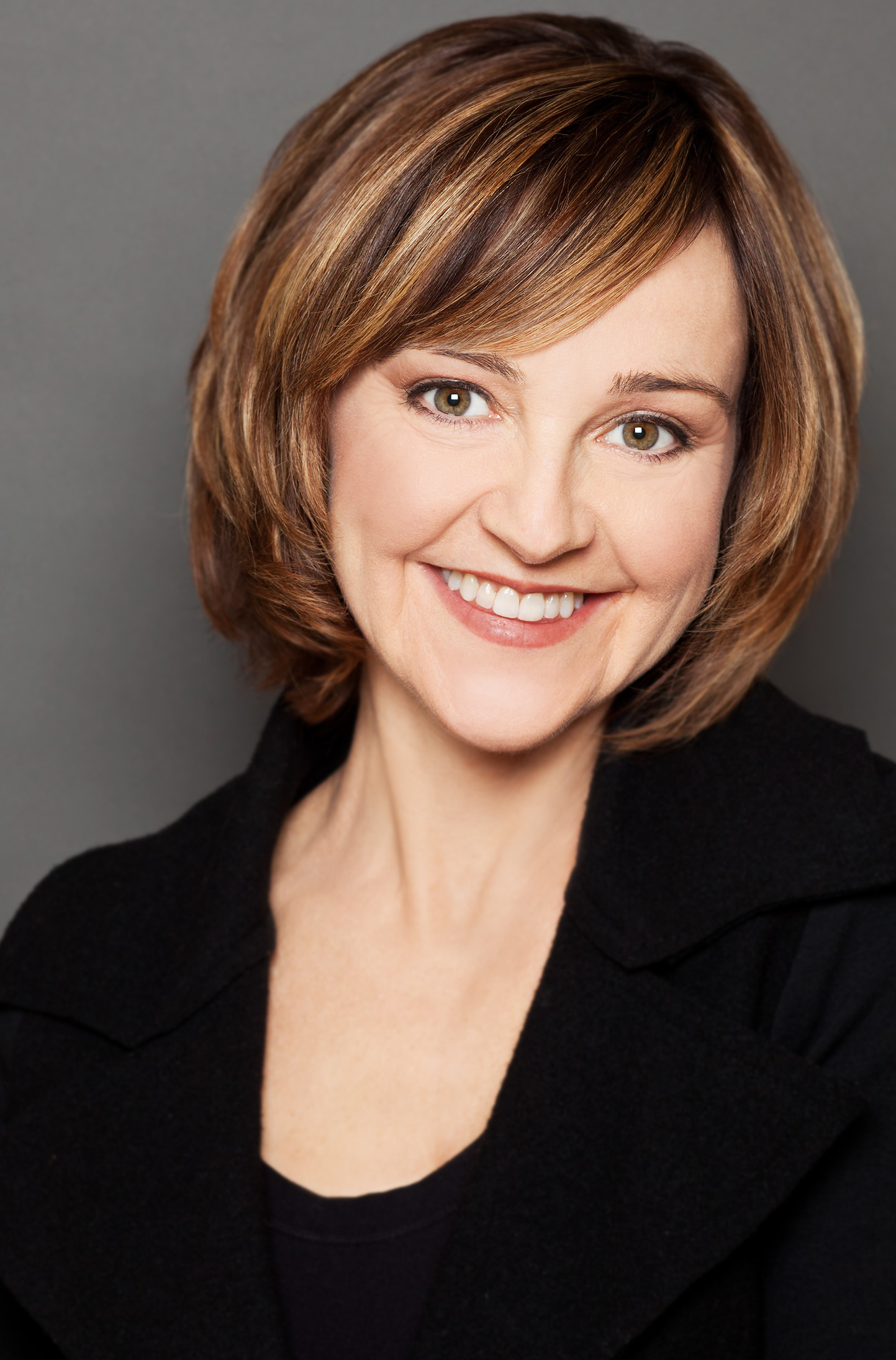

헤더 랭킨(Heather Rankin, 1967년 10월 24일 ~ )은 캐나다의 배우, 가수, 작곡가 겸 작사가이다.

## 영화
- 들개들 (2002년)
- 마리온 브리지 (2002년) - 슈 역
- 스코틀랜드 PA (2001년)
- 공중 정원 (1997년)